# Baltasound
Baltasound ist der größte Ort auf der britischen Insel Unst, der nördlichsten bewohnten Insel im Archipel der Shetlandinseln. Die Siedlung liegt verstreut an der gleichnamigen Bucht an der Ostküste von Unst.

## Geschichte

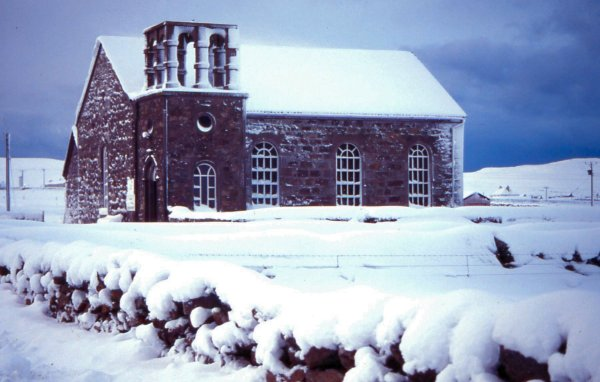
St John’s Church

Von 1825 bis 1827 wurde mit der St John’s Church eine Kirche gebaut, die 2000 Gläubigen Platz geboten haben soll. Das Gotteshaus wurde 1959 teilweise abgerissen und durch eine Kirche mit weitaus geringeren Ausmaßen ersetzt.
Ab 1877 lief der Passagierdampfer Earl of Zetland Baltasound von Lerwick über Mossbank an. Die Fährverbindung nach Mainland wurde 1975 eingestellt, nachdem eine neue Linie vom südlicher gelegenen Belmont nach Gutcher auf Yell eröffnet wurde. Weil die Überfahrt mit der neuen Autofähre bedeutend kürzer war, verlor Baltasound dadurch seine Stellung als Fährhafen.
In der Zeit um das Jahr 1905 galt der Ort als einer der Zentren der Heringsindustrie im nördlichen Schottland. In der Hauptsaison fanden dort jährlich bis zu 10.000 Arbeiter, die in Holzschuppen untergebracht wurden, eine Beschäftigung in der Fischindustrie. Von den 46 Heringsstationen, die sich am Balta Sound verteilten und von denen ungefähr 600 Fischerboote operierten, wurden die meisten bis 1939 aufgegeben; der Schiffsbau wurde 1980 eingestellt.
Für die Ölindustrie wurde 1973 eigens ein Flugplatz (Baltasound Airport) angelegt, der vor allem in den 1980er Jahren intensiv genutzt wurde.

## Einrichtungen und Sehenswürdigkeiten

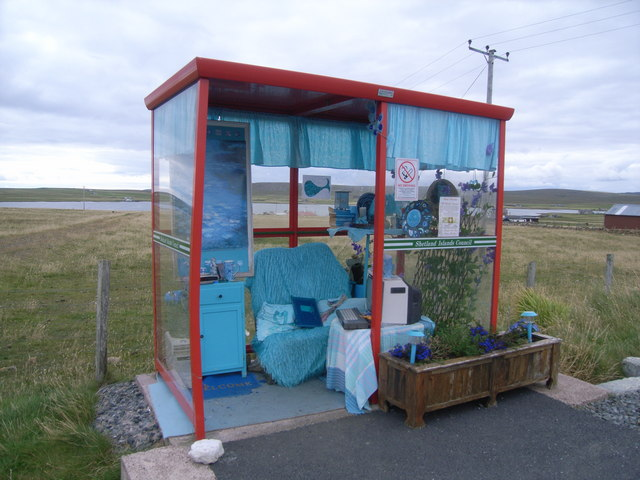
Unst Bus Shelter im Jahr 2008

An größeren Einrichtungen verfügt Baltasound neben dem Flugplatz über eine Schule, ein Freizeitzentrum mit Schwimmbad, Geschäfte, ein Hotel, ein Gästehaus, ein Pub und eine Post. Das Hotel ist das einzige von Unst und das nördlichste auf den britischen Inseln. Nachdem das Postamt im nördlicher gelegenen Haroldswick 1999 geschlossen wurde, beherbergt der Ort auch das nördlichste Postamt Großbritanniens. Im Ort befindet sich auch die 1997 gegründete Valhalla Brewery, die nördlichste Brauerei im Vereinigten Königreich.
Den Titel „nördlichstes“ sowie „bestes Bushäuschen des Landes“ trägt Unst Bus Shelter im Nordosten von Baltasound. Das ungewöhnlich komfortabel eingerichtete Wartehäuschen gehört zu den bekanntesten Sehenswürdigkeiten auf den Shetlandinseln. Eine weitere Sehenswürdigkeit in der Nähe des Ortes sind die Ringe von Tivla, die Anlagen mit Brandgräbern aus der Bronzezeit erhalten.

## Klima
In Baltasound befindet sich die nördlichste Wetterstation des meteorologischen Dienstes des Vereinigten Königreiches, dem Met Office. In Baltasound  herrscht maritimes Klima mit eher kühlen Sommern und milden Wintern. Durch dessen extreme nördliche Lage und der hiesigen starken Bewölkung scheint die Sonne in den Wintermonaten nur selten am Tag, so liegt der Durchschnitt eines Dezembertages bei etwa einer Viertelstunde Sonnenscheindauer.
Baltasound hält auf den Shetlandinseln den Wetterrekord der sowohl höchsten gemessenen als auch tiefsten Temperatur: 25,0 °C im Juli 1958 und −11,9 °C im Februar 2011.
|                       | Jan  | Feb  | Mär  | Apr   | Mai   | Jun   | Jul   | Aug   | Sep  | Okt  | Nov  | Dez  |   |       |
| Mittl. Tagesmax. (°C) | 5,4  | 5,5  | 6,5  | 8,4   | 10,8  | 13,4  | 14,6  | 14,8  | 12,6 | 10,4 | 7,3  | 6,1  | ⌀ | 9,7   |
| Mittl. Tagesmin. (°C) | 1,0  | 1,0  | 1,5  | 2,5   | 5,1   | 7,4   | 8,9   | 9,1   | 7,6  | 5,8  | 2,7  | 1,6  | ⌀ | 4,5   |
|                       |      |      |      |       |       |       |       |       |      |      |      |      |   |       |
| Niederschlag (mm)     | 136  | 92   | 119  | 74    | 58    | 59    | 61    | 76    | 118  | 137  | 143  | 143  | Σ | 1216  |
|                       |      |      |      |       |       |       |       |       |      |      |      |      |   |       |
| Sonnenstunden (h/d)   | 16,7 | 43,9 | 77,3 | 130,9 | 151,1 | 154,7 | 124,9 | 129,1 | 90,4 | 58,3 | 24,7 | 8,0  | ⌀ | 84,3  |
|                       |      |      |      |       |       |       |       |       |      |      |      |      |   |       |
| Regentage (d)         | 22,9 | 17,9 | 20,2 | 15,2  | 11,0  | 11,4  | 12,6  | 13,2  | 18,2 | 20,0 | 21,2 | 23,3 | Σ | 207,1 |

| 1,0 |

| 1,0 |

| 1,5 |

| 2,5 |

| 5,1 |

| 7,4 |

| 8,9 |

| 9,1 |

| 7,6 |

| 5,8 |

| 2,7 |

| 1,6 |

| 1,0 |

| 1,0 |

| 1,5 |

| 2,5 |

| 5,1 |

| 7,4 |

| 8,9 |

| 9,1 |

| 7,6 |

| 5,8 |

| 2,7 |

| 1,6 |